# Anzic Records
Anzic Records is een Amerikaans platenlabel voor jazz. Het werd in 2005 opgericht in New York door de zakenman en filantroop Colin Negrych en jazzmuzikant Anat Cohen, die klarinet en saxofoon speelt. Bij de uitgaven van het label zijn de artiesten van het begin tot het eind (de zakelijke kant) betrokken. De eerste plaat was een album van Cohen, daarna volgde werk van onder meer Avishai Cohen, Eli Degibri, Ernesto Cervini, Amy Cervini, Jason Lindner, Joe Martin, Duduka Da Fonseca en de bigband van Jason Lindner en Waverly Seven.